# Jacques Lebreton (ingénieur du son)
Pour les articles homonymes, voir Lebreton et Jacques Lebreton (homonymie).
Jacques Lebreton, né le 5 juillet 1907 à Garches et mort le 16 février 1992 à Versailles, est un ingénieur du son français. Il est le fils de Germaine Ledieu (Manette) et Paul Lebreton, médecin urologue et champion de tennis (1898, 1899 et 1900).

## Biographie
Après ses études dans une école d'ingénieurs à Grenoble, Jacques Lebreton commence sa carrière dans les studios Paramount de Saint-Maurice où, jusqu'au milieu des années 1930, il enregistre les comédiens français doublant les acteurs américains.

## Filmographie
- 1940 : Cavalcade d'amour de Raymond Bernard
- 1941 : Histoire de rire de Marcel L'Herbier
- 1942 : Les Visiteurs du soir de Marcel Carné
- 1943 : Adémaï bandit d'honneur de Gilles Grangier
- 1943 : Mermoz de Louis Cuny
- 1943 : Le Colonel Chabert de René Le Hénaff
- 1945 : Mademoiselle X de Pierre Billon
- 1946 : La Belle et la Bête de Jean Cocteau
- 1946 : Sylvie et le Fantôme de Claude Autant-Lara
- 1946 : L'Homme au chapeau rond de Pierre Billon
- 1947 : Le Beau Voyage de Louis Cuny
- 1947 : Antoine et Antoinette de Jacques Becker
- 1948 : La Chartreuse de Parme de Christian-Jaque
- 1948 : Blanc comme neige d'André Berthomieu
- 1949 : Le Roi Pandore d'André Berthomieu
- 1949 : Portrait d'un assassin de Bernard-Roland
- 1950 : L'Invité du mardi de Jacques Deval
- 1951 : La Table-aux-crevés d'Henri Verneuil
- 1951 : Juliette ou la Clé des songes de Marcel Carné
- 1951 : L'Auberge rouge de Claude Autant-Lara
- 1952 : Jeux interdits de René Clément
- 1953 : Rue de l'Estrapade de Jacques Becker
- 1954 : Avant le déluge d'André Cayatte
- 1954 : Obsession de Jean Delannoy
- 1954 : Touchez pas au grisbi de Jacques Becker
- 1955 : Double Destin de Victor Vicas
- 1955 : Marie-Antoinette reine de France de Jean Delannoy
- 1955 : Du rififi chez les hommes de Jules Dassin
- 1955 : Le Dossier noir d'André Cayatte
- 1955 : Les Hussards d'Alex Joffé
- 1955 : L'Affaire des poisons d'Henri Decoin
- 1956 : La Crise du logement, court métrage de Jean Dewever
- 1956 : Les Truands de Carlo Rim
- 1957 : Trois de la marine de Maurice de Canonge
- 1957 : Œil pour œil d'André Cayatte
- 1957 : Nathalie de Christian-Jaque
- 1957 : Le Grand Bluff de Patrice Dally
- 1958 : Ni vu… Ni connu… d’Yves Robert
- 1958 : Incognito de Patrice Dally
- 1959 : Guinguette de Jean Delannoy
- 1959 : Le Bossu d'André Hunebelle
- 1960 : La Française et l'Amour
- 1960 : Classe tous risques de Claude Sautet
- 1960 : Une fille pour l'été de Édouard Molinaro
- 1961 : La Princesse de Clèves de Jean Delannoy
- 1962 : Phaedra de Jules Dassin
- 1964 : Jean-Marc ou la Vie conjugale d'André Cayatte
- 1965 : Trois chambres à Manhattan de Marcel Carné
- 1965 : Le Chevalier des sables (The Sandpiper) de Vincente Minnelli
- 1969 : Une femme douce de Robert Bresson
- 1969 : La Fiancée du pirate de Nelly Kaplan
- 1969 : L'Astragale de Guy Casaril
- 1972 : Le Viager de Pierre Tchernia
- 1972 : Les Enquêtes du commissaire Maigret de Claude Boissol, épisode Maigret en meublé